# سلون ستريت

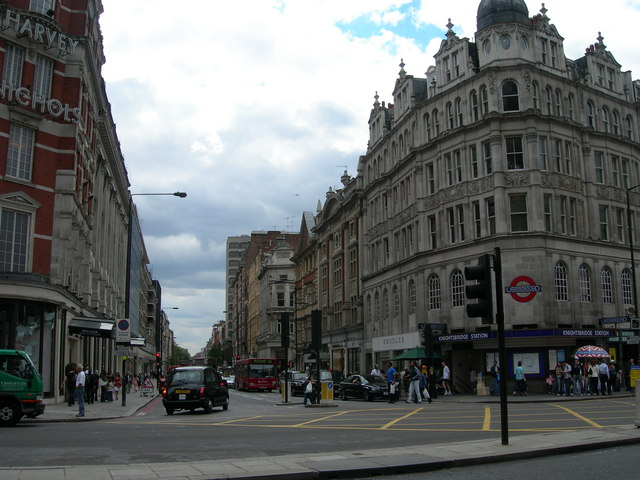
سلون ستريت.

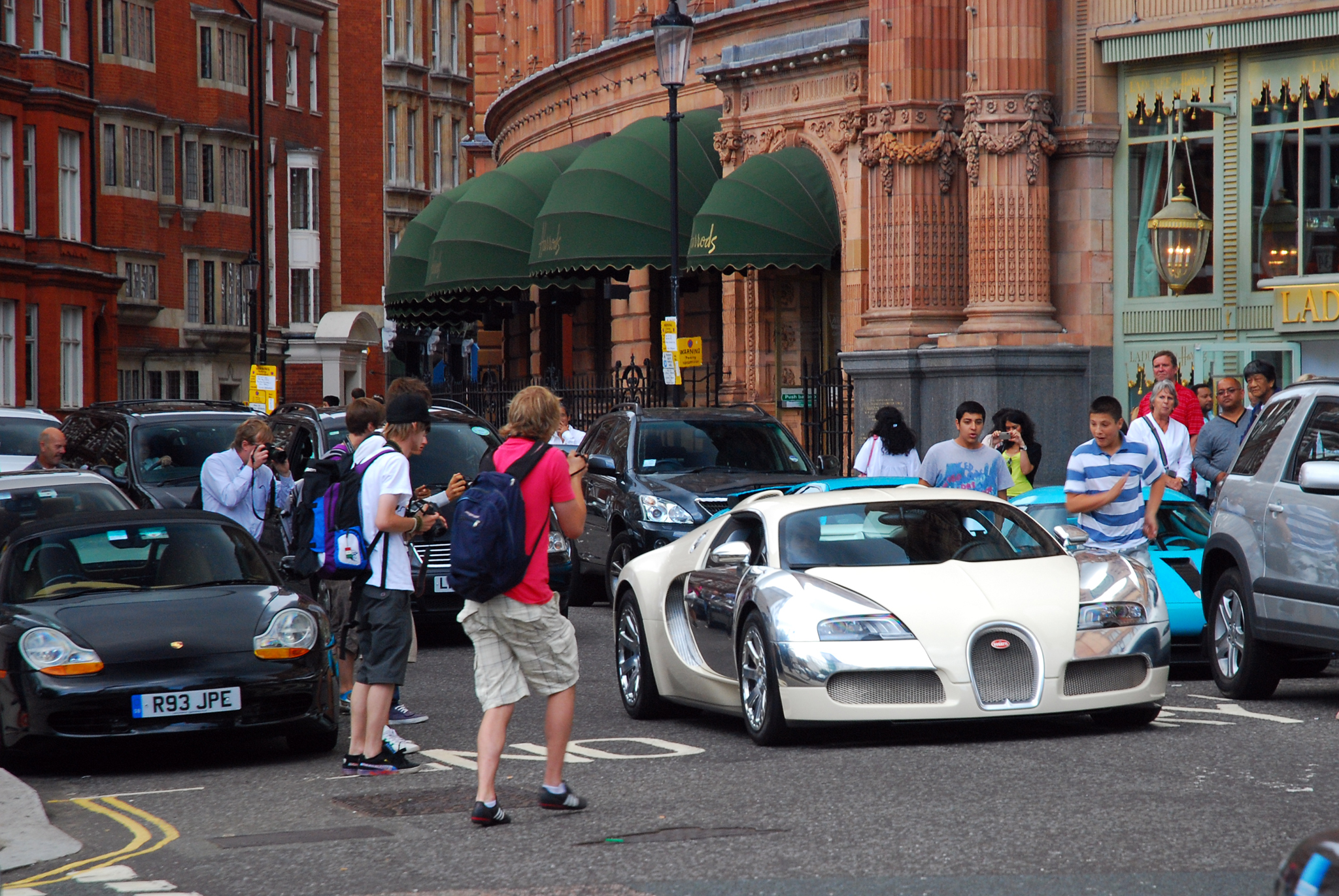
متتبعي السيارات الرياضية - قرب سلون ستريت.

سلون ستريت شارع في لندن يمتد من ميدان «سلون سكوير» جنوبا إلى حي نايتسبرج شمالا، ويقع عن مقربة من محل هارودز.
يشتهر الشارع بالأسواق الفخمة وهو بهذا شبيه بالـ بوند ستريت. كما يعج الشارع بالسواح العرب، من أهل الخليج تحديدا، والذين عادة ما يصطحبون سياراتهم الرياضية معهم في سفراتهم ويبرزون صوت محركات هذه السيارات. وقد قام أهالي الحي بالشكوى للبلدية بسبب الضجيج الذي تسببه هذه السيارات.
ويضم الشارع عددا كبيرا من دور الازياء لاشهر المصممين، مثل «ستيفان كيليان» و«كريستيان ديور» و«سالفاتوري فراغوامو» و«ارماني» وغيرها. كما يقع فندق جميرا كارلتون تاور، والتي تديره شركة إماراتية، في وسط سلون ستريت.